# Moncho Reboiras
Xosé Ramón (Moncho) Reboiras Noia (19 de janeiro de 1950 — 12 de Agosto de 1975), foi um político e sindicalista nacionalista galego, símbolo reivindicado da repressão dos últimos anos do franquismo contra o movimento operário e nacional galego.

## Primeiros anos
Moncho Reboiras nasceu na paróquia de Imo, no concelho de Dodro, numa família que teve de mudar-se para a cidade à procura de melhores condições de vida. Em Vigo e enquanto o seu pai trabalhava, Moncho tirava o seu bacharelato e atendia os clientes num bar que a sua família conseguiu estabelecer com as suas economias, além de um breve período de trabalho na construção quando tinha 15 anos. Pouco a pouco vai tomando uma consciência política nacionalista em reacção ao franquismo. Preocupa-se especialmente com o baixo nível na região, a sobre-exploração, o conflito linguístico, etc.
Inscreveu-se mais tarde na Escola de Engenharia Industrial de Vigo. Moncho, que contava com simpatias no ambiente estudantil, desempenhou um papel ativo nas reivindicações dos estudantes naqueles anos, bem como na defesa da cultura e dos interesses do povo galego. Foi um dos fundadores da revista Destornilho que desempenhou um grande papel de consciencialização nacional; formando parte do grupo cultural “O Castro” que aborda – dentro das limitações daquele tempo - o problema nacional galego; e, em 1969, ingressa como militante na UPG.

## Militância na UPG

### Da tomada de consciência política ao ativismo cultural
Terminado o curso, a Escola incumbe-o de fazer um trabalho de especialização em Estaleiros Barreras, em resultado do qual conviveu com a classe trabalhadora e reflectiu sobre a exploração capitalista, com base na sua experiência pessoal. Aproveitou para estudar a fundo os mecanismos utilizados pela classe patronal, e a forma de combater a sua opressão. Por esta altura, em 1972, tem lugar a "Greve de Setembro" e Moncho terá nela um papel importante como organizador.
Despedido da Escola por esta razão, dedica-se à luta política. Trabalha em Alvarez de Vigo, tendo que deixá-lo por razões de saúde já que ao ser operado devido a uma pleuresia, o ambiente da fábrica lhe resulta prejudicial. Muda-se então para Ferrol onde trabalha em Astano e, posteriormente, para a Corunha, entrando como operário no complexo fabril de Intelsa.
Moncho procedeu por este tempo, em nome da UPG, à organização da Frente Cultural Galega. Foi em grande parte o responsável pelo que a Frente Cultural foi naquela altura e pelo papel que ela desempenhou no panorama cultural da Galiza. Pela primeira vez, existia uma coordenação efectiva entre a maioria das associações culturais da Galiza com a Frente Cultural como órgão de comunicação social.

### Formação do SOG
Por esta altura, nos anos de 1973 e 1974, foi um dos organizadores dos grupos sindicais – as reuniões de trabalhadores - que originariam em 1975 o Sindicato Operário Galego (SOG), depois integrado na Intersindical Nacional Galega (ING), o mais antigo antecessor da atual Confederação Intersindical Galega (CIG). Seria também a alma do grupo da Corunha que, por volta do órgão de comunicação social O Xerme, desempenha então um papel fundamental em direção a um sindicalismo especificamente galego. O Xerme ("Germe"), de qualidade jornalística reconhecida, criará um novo estilo no âmbito da imprensa operária na Galiza.
Moncho foi também,  como membro do Comité Central e do Comité Executivo da UPG, um dos artífices do que a UPG começa a ser desde 1972: uma organização proletária que, tendo como ideologia o marxismo-leninismo, foi um dos motores do movimento nacionalista galego.

### Luta armada

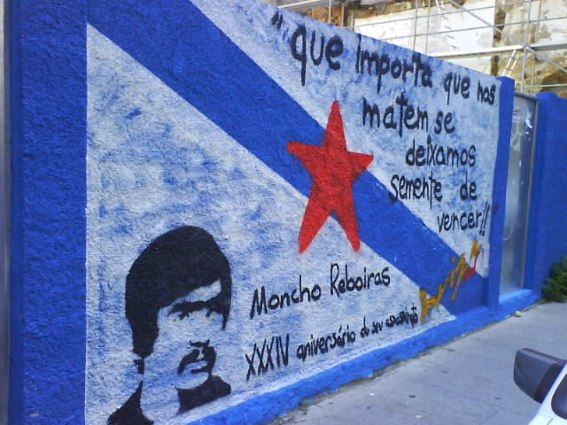
Mural da organização Briga em lembrança de Moncho Reboiras em Ferrol. Nele pode ser lida a sua frase mais inspiradora: "Que importa que nos matem, se deixamos semente de vencer?".

Moncho Reboiras participou, dentro da linha política definida pela UPG, num grupo dedicado a dotar o partido de infraestruturas logísticas, com ações próprias da cladestinidade e frente à ditadura franquista. Nessa linha, dirige um comando composto por um reduzido número de pessoas que começa a agir em 23 de fevereiro de 1974, com armamento procedente do grupo português LUAR e adestramento no sul da província de Pontevedra. A primeira ação do comando é o atraco a um banco em Escairão. Identificado pela Guarda Civil espanhola, permanece oculto por um tempo, realizando outros trabalhos de organização da UPG.

## Morte
Em Ferrol, a Brigada Político Social (BPS) estabelece na noite de 12 de agosto de 1975 o controlo na zona de Canido. Às 2 da manhã, numerosos efectivos da BPS, acompanhados de mais de 300 agentes da Polícia Armada cercaram o edifício onde estava refugiado com mais dois militantes, Elvira Souto e Xan Carballo. Graças à intervenção de Reboiras – o único que estava armado - conseguiram fugir. Reboiras conseguiu fugir da polícia apenas por pouco mais que duas horas, conseguindo esta alcançá-lo no portal da rua da Terra (onde lhe é feita todos os anos uma homenagem), ali será alvejado até à morte. A partir desse momento inicia-se uma ampla operação, em toda a Galiza, com a detenção de vários militantes nacionalistas e o exílio para Portugal (onde já trunfara a Revolução dos Cravos em 25 de Abril de 1974) dum grupo substancial de membros da UPG.

## Legado
Moncho Reboiras é visto na atualidade como o organizador mais ativo do nacionalismo galego e um dos seus vultos referenciais. O seu assassinato fez com que a UPG e o conjunto do nacionalismo galego organizado entrasse numa fase de reestruturação forçosa devido à situação de desmantelamento estrutural e de forte repressão. Moncho Reboiras não escreveu, mas uma citação sua permanece na memória coletiva do nacionalismo galego: "que importa que nos matem, se deixamos semente de vencer?"
Em 2009, o Ministerio de Justicia espanhol reconheceu oficialmente Moncho Reboiras como vítima da ditadura e de perseguição e violência até à morte, outorgando-lhe um reconhecimento pessoal que constitui a sua reabilitação institucional. Porém, as instituições não promoveram a sua reabilitação social e hoje continua a ser reivindicado pelo nacionalismo galego como mártir.